# Dark Oracle
Dark Oracle (Os Mistérios do Oráculo) é uma série de televisão estadunidense/canadense criada por Jana Sinyor, estrelando Paula Brancati e Alex House nos papéis principais. Foi exibido pelo canal YTV de 2004 a 2006. No Brasil, a série foi transmitida pelo Jetix. A série se estreou de aires a as 8:00 a.m. ET/PT tempo em 13 de setembro de 2005 em Nickelodeon's Nick Jr. quadra nos Estados Unidos. Em Portugal, foi transmitida pela SIC K.
Dark Oracle foi premiada em 13 de setembro de 2005 em Nickelodeon.

## Sinopse
A série aborda as  aventuras dos gêmeos Cally e Lance Stone, de 15 anos. A vida destes dois adolescentes muda radicalmente quando descobrem um livro de histórias em quadrinhos que os leva a um mundo paralelo onde o futuro é incerto e perigoso. Com muito pouco em comum, os gêmeos deverão se unir para tomarem as decisões corretas que lhes permitirão encontrar o rumo neste novo mundo.

## Elenco
- Paula Brancati ... Cally Stone
- Alex House ... Lance Stone
- Jonathan Malen ... Dizzy
- Danielle Miller ... Sage
- Nathan Stephenson ... Emmett